# Sara Pinto Coelho
Sara Pinto Coelho (1913 ở São Tomé và Príncipe thuộc Bồ Đào Nha - 1990 ở Bồ Đào Nha) là một nhà văn tiểu thuyết, kịch và văn học thiếu nhi bằng tiếng Bồ Đào Nha.
Bà sinh ra ở Roça Esperança, một ngôi làng ở đảo Príncipe và là con gái của Manuel dos Santos e Abreu Jr. và Maria Sarah de Lima. Bà sống phần lớn tuổi trưởng thành ở Mozambique nơi Bà là một giáo viên tiểu học.
Bà đã viết các vở kịch cho đài phát thanh, tiểu thuyết, truyện ngắn và sách thiếu nhi. Bà là giám đốc của một chương trình sân khấu trên Rádio Clube de Moçambique từ năm 1967 đến năm 1972.
Sau đó, bà kết hôn với Thẩm phán Jose Augusto de Vasconcelos Pinto Coelho, quê ở Mondim de Basto, Casa do Balcão và là mẹ của nhà báo Carlos Pinto Coelho.
Bà qua đời ở Praia de Miramar năm 1990. 

## Sách
- Confidências de Duas Raparigas Modernas (1946) [1]
- O Tesouro Maravilhoso (1947)
- Aventuras de um Carapau Dourado (1948)
- Memórias de uma Menina Velha (1994)